# Liste der Kulturdenkmäler in Brandscheid (Westerwald)
In der Liste der Kulturdenkmäler in Brandscheid sind alle Kulturdenkmäler der rheinland-pfälzischen Ortsgemeinde Brandscheid aufgeführt. Grundlage ist die Denkmalliste des Landes Rheinland-Pfalz (Stand: 21. Dezember 2021).

## Einzeldenkmäler
| Bezeichnung | Lage            | Baujahr | Beschreibung                                                              | Bild            |
| ----------- | --------------- | ------- | ------------------------------------------------------------------------- | --------------- |
| Wohnhaus    | Forstweg 8 Lage | 1672    | Wohnstallhaus mit Niederlass, Fachwerk, teilweise massiv, bezeichnet 1672 | Fotos hochladen |